# Benson Knob
Der Benson Knob (wörtlich übersetzt Bensonknubbel) ist ein charakteristisch geformter, 1540 m hoher und felsiger Berggipfel im ostantarktischen Viktorialand. In den Prince Albert Mountains ragt er am Südende der Ricker Hills auf.
Der United States Geological Survey kartierte ihn anhand eigener Vermessungen und mithilfe von Luftaufnahmen der United States Navy zwischen 1956 und 1962. Das Advisory Committee on Antarctic Names benannte ihn 1968 nach Anthony Joseph Benson (1932–2008), Hospital Corpsman auf der Amundsen-Scott-Südpolstation im antarktischen Winter 1966.